# Автотипия
Автотипия е термин от полиграфията, с който се означава процесът (както и резултатът) от възпроизвеждането при висок печат на полутонови изображения като фотографски снимки, картини, рисунки. За възпроизвеждане на полутонова гама се използва растер, през който изображението се разлага на система от точки, които са по равен брой на всеки линеен сантиметър, но са с различни диаметри. Най-големите по размери точки отговарят на най-тъмните области от изображението, а точките с най-малък диаметър отговарят на най-светлите области.
Негативът при автотипията се копира върху метална (обикновено цинкова) плоча и копието се обработва с азотна киселина, която го разяжда. След обработката точките стават релефни и става възможно отпечатването на автотипно растерово клише.